# Constantin Frantz
Pour les articles homonymes, voir Frantz.
Constantin Frantz, né le 12 septembre 1817 à Börnecke (dans le duché de Brunswick) et mort le 2 mai 1891 à Blasewitz, est un philosophe, diplomate et politologue allemand et l'un des précurseurs du fédéralisme européen.
Après des études de philosophie et de mathématiques aux universités de Halle et de Berlin, Constantin Frantz intégra le service diplomatique du Royaume de Prusse, service qu'il quitta toutefois après dix-huit années. En fait, il était en désaccord avec la politique de Bismarck qui visait à construire progressivement, et par des guerres, un État national allemand. Constantin Frantz, lui, était en faveur d'une fédération d'États autonomes en Europe centrale. Non seulement rejetait-il le dualisme austro-prussien dans le monde allemand, mais encore contestait-il la prétention de la Prusse — qui renfermait une forte minorité polonaise — à unifier et à diriger le monde allemand et, aussi, l'idée que l'Autriche, empire multinational, pût sans se dissoudre au préalable jouer un rôle constructif dans le monde allemand. Par ailleurs, Frantz était opposé à la violence guerrière comme moyen de résoudre les conflits.
Sa conception du fédéralisme mérite d'être rapprochée des idées de Pierre-Joseph Proudhon.